# Mirek Topolánek
Mirek Topolánek (Vsetín, 15 de Maio de 1956) é um político e foi primeiro-ministro da República Checa, membro do Partido Democrático Cívico. Ele é o presidente do Partido Democrático Cívico desde Novembro de 2002, sucedendo a Václav Klaus, o actual Presidente da República Checa. Desde Janeiro de 2009, foi Presidente do Conselho Europeu, cargo que manteve até à resignação do cargo.
Em 24 de março de 2009, o parlamento checo aprovou um voto de desconfiança contra a coalizão de centro-direita liderada por Topolánek, que terá que deixar o cargo. No dia seguinte, em discurso no plenário do Parlamento Europeu, criticou o plano promovido por Barack Obama para a recuperação económica, chamando-o de "o caminho para a ruína". No dia 26, Topolanek apresentou formalmente a sua renúncia e a do seu gabinete ao Presidente  Václav Klaus. A 8 de maio, Jan Fischer substituiu-o no cargo.